# Everybody Still Hates Chris
Everybody Still Hates Chris è una sitcom animata statunitense trasmessa per la prima volta su Comedy Central a partire dal 2024. È basata sulla sitcom Tutti odiano Chris (Everbody Hates Chris) e funge da sequel alla serie originale. È scritta dallo showrunner della serie, Sanjay Shah. La serie racconta la storia dell'infanzia e dell'adolescenza del comico Chris Rock a Brooklyn, New York, durante gli anni '80.